# 백범휘
백범휘(1989년 8월 22일 ~ )는 대한민국의 2012년 미스코리아 경남 선(善)이다.

## 프로필
- 출생: 1989년 8월 22일
- 신체: 173.4cm, 49.1kg, 33-24-34.5, AB형
- 학력: 성균관대학교 언론정보대학원[2]
- 수상: 2012년 미스코리아 경남 선(善)
- 취미: 필라테스
- 특기: 댄스스포츠, 연기